# Ländler
Il Ländler è una danza popolare in 3/4 tipica dell'Austria, delle regioni meridionali tedesche e della Svizzera tedesca della fine del XVIII secolo.
Si balla a coppie con caratteristici passaggi delle braccia sopra le teste, accompagnati da strumenti o talvolta dal canto.
Secondo alcuni studiosi sarebbe l'antenato del valzer.